# Štětovice
Štětovice (hanácky Ščetovice) je vesnice, část obce Vrbátky v okrese Prostějov. Nachází se asi 1,5 km na jihovýchod od Vrbátek. V roce 2009 zde bylo evidováno 132 adres. V roce 2001 zde trvale žilo 259 obyvatel.
Štětovice je také název katastrálního území o rozloze 4,22 km2.

## Název
V nejstarších dokladech má jméno vesnice podobu Štítovice (Ščítovice). Byla odvozena od osobního jména Štít (ve starším tvaru Śčít). Výchozí podoba Ščítovici byla původním pojmenováním obyvatel vsi a znamenala "Štítovi lidé". Tvar Štětovice (poprvé písemně zaznamenaný roku 1846, ale prostřednictvím německé varianty jména doložený už od 17. století) je patrně nářečního původu.

## Historie
První písemná zmínka o obci pochází z roku 1355 (Stycowicz).

## Obyvatelstvo

### Struktura
Vývoj počtu obyvatel za celou obec i za jeho jednotlivé části uvádí tabulka níže, ve které se zobrazuje i příslušnost jednotlivých částí k obci či následné odtržení.
| Místní části   | Místní části   | 1869 | 1880 | 1890 | 1900 | 1910 | 1921 | 1930 | 1950 | 1961 | 1970 | 1980 | 1991 | 2001 | 2011 |
| -------------- | -------------- | ---- | ---- | ---- | ---- | ---- | ---- | ---- | ---- | ---- | ---- | ---- | ---- | ---- | ---- |
| Počet obyvatel | část Štětovice | 313  | 361  | 388  | 421  | 512  | 568  | 542  | 427  | 376  | 373  | 336  | 291  | 259  | 274  |
| Počet domů     | část Štětovice | 51   | 56   | 58   | 58   | 75   | 90   | 103  | 113  | 109  | 107  | 104  | 114  | 116  | 120  |

## Pamětihodnosti
- Kaple sv. Floriána z roku 1774

## Významní rodáci
- Miloň Novotný – český fotograf
- Ondřej Sedláček * 27. 11. 1838, v letech 1879–1891 farář ve Vrahovicích